# Auto-école en France
Les auto-écoles en France, ou établissements d'enseignement de la conduite automobile (EECA) ou établissements d'enseignement de la conduite des véhicules à moteur et de la sécurité routière (EECVSR) ou écoles de conduite et de sécurité routière, sont des établissements enseignant en France, à titre onéreux, la conduite des véhicules terrestres à moteur d'une catégorie donnée et la sécurité routière.
Certaines auto-écoles françaises bénéficient d'un label « École conduite qualité » délivré par l'Etat.

## Histoire

### Première réglementation de l'exploitation et de l'enseignement en auto-école en 1958
La réglementation de l'enseignement de la conduite est introduite dans le code de la route en 1958 avec le décret du 15 décembre 1958. L'enseignement de la conduite automobile dans les auto-écoles avait fait l'objet de propositions de résolutions en 1956 et 1957 par les députés Raymond Triboulet et Jean-Paul David, mais c'est après un rapport de Joseph Fontanet du 22 janvier 1958 que l’Assemblée adopte sans débat la proposition de loi le 20 février 1958, selon les termes de son rapport. L'Ordonnance du 15 décembre 1958 resserre en outre le monopole des auto-écoles sur l’enseignement de la conduite en édictant de lourdes peines d’amende pour « la pratique illégale de l’enseignement » de la conduite, assorties de la confiscation du véhicule utilisé.
Toute personne souhaitant enseigner la conduite doit désormais être titulaire d'un titre de moniteur d'enseignement de conduite des véhicules à moteur sanctionné par un certificat d'aptitude professionnelle et pédagogique. Seuls en sont dispensées les personnes enseignant la conduite justifiant d'au moins deux ans de pratique professionnelle ininterrompue au 1er janvier 1959. L'exploitation d'un établissement d'enseignement de conduite doit également faire l'objet d'un agrément de l'autorité préfectorale, donné après avis consultatif de la commission professionnelle départementale.

### Réglementation du 8 janvier 2001
En France, l'enseignement de la conduite à titre onéreux est réservé aux auto-écoles et fait ainsi partie des professions réglementées. Autrement dit, un enseignant diplômé d'État (BEPECASER) n'a pas le droit de contractualiser directement avec un apprenti-conducteur et se doit de passer par une auto-école. Les conditions requises pour obtenir un agrément d'auto-école sont les suivantes:
- avoir suivi une formation de 10 jours en capacité de gestion
- disposer ou louer un véhicule pour l'enseignement avec une assurance appropriée
- Disposer d'un local d'activité de 25 mètres carrés minimum
- Afficher dans le local de manière visible l'arrêté portant l'agrément de l'établissement.
- Procéder aux inscriptions individuelles des élèves uniquement dans ce local, à l'exclusion de tout autre lieu.
- Tenir à disposition du public le programme de formation défini par arrêté du ministre chargé de la sécurité routière.

Cette situation a été dénoncée par le New York Times qui en a fait sa une le 25 juillet 2014 à la suite de l'affaire Ornikar.

### Paquet réglementaire de la «Loi Macron»
La Loi pour la croissance, l'activité et l'égalité des chances économiques comportait un volet permis de conduire dont les impacts réglementaires ont été les suivants.
Voir plus bas Intervention de l’Etat sur le permis de conduire

#### Modifications réglementaires entrées en vigueur le 8 août 2015
- L'accès aux épreuves théoriques et pratiques du permis de conduire devient un service universel : tout candidat se présentant librement ou par l'intermédiaire d'un établissement agréé doit se voir proposer une place d'examen, sous réserve d'avoir atteint le niveau requis[8]. Notamment, le passage de l'épreuve théorique du permis de conduire peut être organisé, en dehors du temps scolaire, dans les locaux des lycées et établissements régionaux d'enseignement adapté[9].
- Les agréments délivrés aux auto-écoles ne nécessitent plus l'avis d'une commission[10].
- Suppression du critère d'ancienneté de la validité du permis de conduire pour pouvoir gérer une auto-école[11].
- Réduction du délai d'attente, lorsqu'en moyenne supérieur à 45 jours, après un échec à l'épreuve pratique du permis de conduire, par recourt à des agents publics ou contractuels[12].

#### Modifications réglementaires entrées en vigueur le1erjanvier 2017
- Modification des règles d'attribution des places d'examen par établissement[13] permettant de répartir les places d'examens pour les candidats libres se représentant dans la moyenne du délai d'attente de celui des auto-écoles[14].

## Analyse du secteur d'activité

### Un champ d'activité plus large que le simple apprentissage de la conduite
Si les termes « auto-écoles » ou « moniteurs d'auto-écoles » sont encore couramment utilisés, ils traduisent  cependant une vision réductrice et un peu archaïque d’un métier beaucoup plus large et plus moderne. Au-delà de la véritable fonction d'enseignement, l’apprentissage de la conduite faisant partie des savoirs fondamentaux indispensables pour s’intégrer dans la société, ces établissements sont de vraies entreprises ne se limitant plus aujourd'hui à l’enseignement des techniques de maniement d’une voiture. Ils interviennent beaucoup plus largement soit lors de la préparation du permis de conduire en consolidant les bases d’une éducation à la sécurité routière initiée durant la scolarité obligatoire, soit en amont de l'examen (actions éducatives liées à l'APER et aux ASSR niveau 1 et 2, de compétence Éducation Nationale, ASR et BSR), mais aussi en aval (stages de remise à niveau, stages de récupération de points, interventions dans les entreprises…), dans le cadre du continuum éducatif .
On peut ainsi parler de véritables écoles de conduite et de sécurité routière, au lieu du terme strictement juridique "Etablissement d'enseignement de la conduite".

### Un secteur parcellisé
Le secteur d'activité représente un poids économique et social modeste et se trouve en plus éclaté en un grand nombre de petits établissements : environ 25 000 enseignants dans 11 000 établissements en 2005, pour environ 1 500 000 candidats tous permis dont 750 000 obtiennent le permis B chaque année. Beaucoup exercent à temps partiel. En moyenne, on dénombre 70 candidats par école de conduite et moins de 30 par enseignant.
Ces statistiques sont toutefois sujettes à caution, car en 2005 il était impossible dans les faits de connaître avec précision le nombre d'écoles de conduite en fonctionnement et le nombre d'enseignants en service. Les raisons de cette imprécision tiennent au fait que ces statistiques sont issues des fichiers AURIGE et RAFAEL qui recensent respectivement les agréments des exploitants et les autorisations d'enseigner des enseignants. Mais de nombreux enseignants disposant de l'agrément n'enseignent pas et des exploitations sont comptées alors qu'elles n'existent plus, l'agrément n'étant renouvelé que tous les cinq ans.

### Un secteur isolé
La profession d’enseignant de la conduite est isolée tant par rapport au secteur de l'automobile que par rapport à celui de l'enseignement. Elle n'est souvent pas reconnue en tant que discipline d'enseignement pour trois raisons. D'abord il n'existe pas de secteur public de référence. Ensuite le financement du permis étant entièrement privé et marchand, qui suit un financement des études secondaires pratiquement entièrement pris en charge par la collectivité, le fait percevoir cher, alors que, par ailleurs, il est, en France, à prestations équivalentes, moins cher que dans les pays européens comparables. Enfin une ignorance réciproque totale avec l'Éducation Nationale est à déplorer, alors que cette dernière intervient, pour l'instant pratiquement seule, en amont (APER et ASSR niveau 1 et 2).

### Un secteur fragile et des entreprises de petite taille
Une étude socio-économique réalisée en 2008 a permis de confirmer la fragilité du secteur des écoles de conduite et de la sécurité routière, soumis à des charges fixes lourdes : 55 % des entreprises seraient fragiles et à peine 30 % seraient structurellement profitables. Ce constat est à mettre en rapport avec la part importante de très petites structures (près de 50 % n’ont qu’un seul enseignant), et la faible diversification de leurs activités (55 % ne font que du permis B). La situation est pourtant loin d’être homogène, des configurations d’entreprises assez opposées peuvent être constatées : en effet si près de 30 % des entreprises sont mono-activité avec un seul enseignant, à l’autre extrême environ 7 % des entreprises ont diversifié leur activité dans plusieurs directions et emploient plus de 3 salariés.

## Intervention de l’Etat sur le permis de conduire
Les pouvoirs publics, en rôle de régulateur ont édifié différentes politiques d’allocation pour corriger les défaillances du marché des permis de conduire.
Nonobstant les différentes mesures prises par le gouvernement, des défaillances persistaient. Le permis de conduire était toujours aussi cher et encore plus pour les personnes ayant échoué à l’examen de conduite.
La loi Macron sur le permis de conduire a eu un impact sur le réseau des auto-écoles traditionnelles en France. Les règles ont changé le 1er janvier 2017, date d'application du décret publié le 21 juillet dernier 2016. Ce texte qui tient en cinq lignes fixe à " deux mois le délai pour présenter un candidat libre à l'épreuve pratique du permis de conduire ".
L’intervention publique peut se justifier par l’existence d’une défaillance de marché. Une intervention palliative de l’État au travers d’une politique d’allocation des ressources permet d’agir sur la quantité ou la qualité des facteurs de production. Une politique d’allocation agit directement sur la structure de l’économie et elle est de nature microéconomique dans la mesure où elle affecte directement les marchés. La libéralisation du secteur des auto-écoles consiste à en rendre libre l'accès aux différents agents économiques privés. L'arrivée de nouveaux acteurs sur un marché est censée être un moyen de stimuler la concurrence pour développer l'innovation, améliorer la qualité de service et faire baisser les prix.
Voici ci-dessous un schéma récapitulant toutes les décisions politiques dans le secteur des auto-écoles depuis 2013

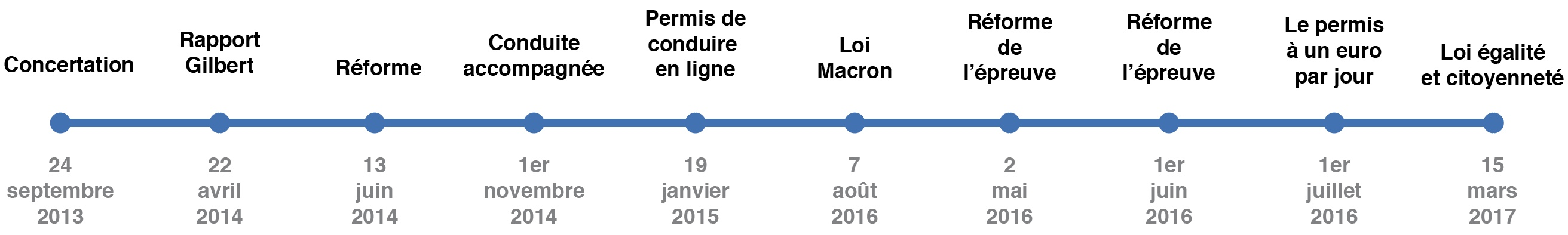

Plus en détail pour les points importants :
1er novembre 2014 : L’apprentissage anticipé de la conduite est accessible dès 15ans, contre 16 auparavant.
19 janvier 2015 : Le permis de conduire est désormais dématérialisé, et accessible en ligne 48 heures après le passage de l’épreuve pratique.
7 août 2016 : La loi pour la croissance, l’activité et l’égalité des chances économiques a permis une réduction des délais d’attente et des coûts du permis de conduire.
2 mai 2016 : 1 000 nouvelles questions ont été introduites dans l’épreuve du code
1er juillet 2016 : Le dispositif du permis à un euro par jour a été étendu.
15 mars 2017 : Le permis B peut être financé par le compte personnel de formation (CPF), composante du compte personnel d’activité (CPA)

### Établissements d'enseignement de la conduite
Toute personne désirant exploiter un établissement d'enseignement, à titre onéreux, de la conduite des véhicules à moteur et de la sécurité routière ou organisant des stages de sensibilisation à la sécurité routière doit obtenir préalablement un agrément délivré par le préfet du département du lieu de son exploitation.
Pour être agréé, le candidat doit avoir au moins vingt-trois ans et ne doit pas fait l'objet d'une condamnation à une peine criminelle ou correctionnelle pour l'une des infractions prévues à l'article R. 212-4 et doit justifier d’une part de sa capacité à gérer un tel établissement, d'autre part de la qualification des personnels enseignants et enfin de garanties minimales concernant les moyens de formation de l'établissement (locaux, véhicules, moyens matériels et modalités d'organisation de la formation).
Concernant sa capacité à gérer un établissement d'enseignement de la conduite, le candidat doit être titulaire d'un diplôme d'Etat ou d'un titre ou diplôme visé ou homologué de l'enseignement supérieur ou technologique d'un niveau égal ou supérieur au niveau III sanctionnant une formation juridique, économique, comptable ou commerciale ou d'un diplôme étranger d'un niveau comparable. À défaut d'un tel diplôme, il doit justifier d'une formation agréée portant sur la gestion et l'exploitation des établissements d'enseignement de la conduite.
Concernant la qualification des personnels enseignants d'une auto-école, ceux-ci doivent être titulaires de l'autorisation administrative d'enseigner pour assurer les prestations d'enseignement théorique et pratique.
Concernant la qualification des personnels enseignants d'un établissement de formation des candidats à l'un des titres ou diplômes exigés pour l'exercice de la profession d'enseignant de la conduite et de la sécurité routière, ceux-ci doivent satisfaire à des conditions particulières fixées par un arrêté du ministre chargé des transports. Dans chacun de ces établissements, un directeur pédagogique est désigné. Il organise et encadre effectivement la formation et ne peut exercer que dans un seul établissement. Ce directeur doit être titulaire du brevet d'aptitude à la formation des moniteurs (BAFM).

### Établissements organisant des stages de sensibilisation à la sécurité routière

#### Conditions d'agrément
Pour être agréé, le candidat à l'exploitation d'un tel établissement doit avoir au moins vingt-cinq ans et ne doit pas fait l'objet d'une condamnation à une peine criminelle ou correctionnelle pour l'une des infractions prévues à l'article R. 212-4 Il doit justifier pour ce qui le concerne d'une formation initiale à la gestion technique et administrative d'un établissement agréé pour l'animation des stages de sensibilisation à la sécurité routière et pour ses personnels formateurs d'une autorisation d’animer les stages de sensibilisation à la sécurité routière pour au moins un animateur psychologue et un animateur expert en sécurité routière, conforme aux dispositions de l’arrêté du 26 juin 2012 relatif à l’autorisation d’animer les stages de sensibilisation à la sécurité routière,.
Comme pour les établissements d'enseignement de la conduite, ils doivent aussi justifier de garanties minimales concernant les moyens de formation de l'établissement (locaux, véhicules, moyens matériels et modalités d'organisation de la formation). La ou les salles de formation doivent par exemple avoir une surface minimale de 35 m2.

#### Formation initiale à la gestion technique et administrative des établissements
La formation initiale et la formation continue à la gestion technique et administrative d’un établissement chargé d’organiser des stages de sensibilisation à la sécurité routière sont dispensées par un établissement agréé pour l’organisation des stages de sensibilisation à la sécurité routière ou par l'Institut national de sécurité routière et de recherches (INSERR).
La formation dispensée par l'INSERR est de deux jours consécutifs, à raison de sept heures effectives par jour. Elle est organisée sous forme de session de formation regroupant un nombre de stagiaires qui doit être compris entre six et quinze. Elle vise les objectifs généraux suivants : Connaître le contexte législatif et réglementaire du permis à points, clarifier les rôles et les fonctions des différents acteurs, assurer la cohérence du système et professionnaliser tous les acteurs du système du permis à points et valoriser leurs missions.
Cinq axes de travail structurent cette formation : 
- Le contexte législatif, réglementaire et organisationnel du permis à points ;
- Le rôle et les obligations de l’exploitant ou de son représentant vis-à-vis des stagiaires ;
- Le rôle et les obligations de l’exploitant ou de son représentant vis-à-vis des animateurs ;
- Le rôle et les obligations de l’exploitant ou de son représentant vis-à-vis des services administratifs ;
- Le stage de sensibilisation à la sécurité routière.

La formation dispensée par un organisme agréé est similaire à celle dispensée par l'INSERR.

#### Formation initiale des formateurs «habilités»
En sus des cinq axes de travail évoqués ci-dessus, une journée est consacrée aux techniques pédagogiques permettant de dispenser la formation à la gestion technique et administrative.

## Enseignement dans une auto-école

### Animation de stage de sensibilisation à la sécurité routière

#### Programme de formation
Les stages de sensibilisation à la sécurité routière  sont composés :
- d'un module « tronc commun » permettant de poser le cadre et les enjeux du stage, de découvrir le système de la sécurité routière, d'impliquer le stagiaire et de favoriser sa compréhension de la complexité de l'activité de conduite ;
- d'un ou plusieurs modules spécialisés relatifs soit à la vitesse et aux infractions associées, soit à l'alcool ou aux produits psychoactifs, soit à la conduite des poids lourds. Le choix de ces enseignements incombe aux animateurs, à l'issue du module « tronc commun », en fonction de leur connaissance des besoins des stagiaires.

## Dématérialisation des procédures
Depuis 2014, diverses auto-écoles en ligne se sont créées. Ces sites sont reconnus par l’Etat et possèdent le droit de délivrer le code de la route ainsi que le permis de conduire.
La première à avoir obtenu l'agrément de la préfecture est Auto-école.net, en septembre 2014, quelques semaines avant ses principales concurrentes Lepermislibre, Ornikar et PermiGo . Ces établissements, en moyenne 40 % moins cher que les auto-écoles traditionnelles permettent aux élèves de s'inscrire et de réviser le Code sur Internet avec des cours en vidéos et des manuels disponibles sur le web. Il est également possible de réserver ses cours de conduite en ligne.
Ces plateformes sont aussi un atout considérable pour simplifier l'administration des inscriptions aux permis puisque tout se passe sur internet. Seulement, il a fallu limiter les inscriptions pour que seules les demandes avec des candidats préparés soient retenues. L’inscription est alors payante.
Cela permet à de nombreux candidats de s’exercer au code via des plateformes numériques, et le passage de l’examen se fait dans les organismes désignés par l’Etat (la Poste  par exemple).
Cette initiative va permettre de générer 142 000 places à l'examen de la conduite sur environ 1 million de passage chaque année.
La concession Printel permet aux auto-écoles de ne plus se déplacer en préfecture pour obtenir les dates de leurs places d’examens. Elle propose des services supplémentaires comme les convocations, les places disponibles, la messagerie, les réservations et la consultation des droits  sur tous les canaux de communication : téléphonie, email, internet, réseaux sociaux, fax. Cependant leur service est remis en cause à la suite de la libéralisation des auto-écoles .

### Les limites de la dématérialisation
Les agents économiques producteurs qui sont intervenus au cours de cette libéralisation tel que Ornikar, permigo ou EnVoitureSimone ont été soumis à certaines limites. Certains d'entre eux ont en effet eu des démêlés avec la justice concernant la validité de leur agrément. Par ailleurs, rien ne garantit que ces auto-écoles maintiennent longtemps des tarifs aussi bas. Leur priorité à court terme n'est pas d'être rentables mais de gagner rapidement des parts de marché avec une politique tarifaire très agressive (prix bas).
Par ailleurs, les plateformes de mise en relation comme Leboncoin ont favorisé le développement de "faux moniteurs", qui n'ont pas les diplômes nécessaires pour exercer cette activité ni de véhicule à double commande, mais qui proposent des heures de conduite à des prix 50% moins chers que dans les auto-écoles.
Cependant, bien que les vendeurs soient nombreux, leur nombre risque sans doute de diminuer un peu puisque la Loi Macron (2015) autorise les lycées à thésauriser des leçons de code ainsi que de conduite pour les élèves ayant les capacités pour les suivre, cela si les lycées sont aptes à l’exercer.
De ce fait, il y a des conséquences. En effet, de jour en jour, des auto-écoles mettent la clé sous la porte. En janvier 2016, les établissements 1.000 Bornes ont cessé de fonctionner sans prévenir leurs nombreux élèves de la région nantaise, qui ont trouvé les grilles baissées et n'avaient plus qu'à pleurer les sommes déjà avancées par eux pour des prestations dont ils n'ont jamais pu avoir. On peut affirmer que l’année 2016 a été mauvaise pour eux, avec des pertes d’emplois de l’ordre de 20 %. Par ailleurs, les auto-écoles essaient de réagir à cette hausse de la concurrence. Le prix d’équilibre baisse, ils vont alors baisser au maximum leur prix jugés trop élevés. Cependant, ils doivent rester dans leurs coûts. Ce qui engendrera une baisse de leur profit.
Les auto-écoles traditionnelles manifestent de plus en plus leur mécontentement envers cette dématérialisation, notamment à travers des opérations escargots. 
Mais pour certains moniteurs, ces inscriptions en ligne ne sont pas une solution et ne permettent en aucun cas d’atteindre cet objectif : “On a déjà une pénurie de places, est-ce qu'il faut encore augmenter cette pénurie en mettant des élèves qui ne sont pas prêts au détriment d'élèves qui sont prêts?". Cela pourrait même finalement rallonger le temps d’attente des candidats.
Malgré la baisse des prix et l'augmentation de l'offre de permis de conduire avec la libéralisation du secteur, le permis de conduire reste un diplôme nécessaire pour chaque personne car le critère du permis de conduire représente 65 % du recrutement chez un employeur. Donc même si le prix baisse et l'offre augmente avec la libéralisation du secteur des auto-écoles, la demande est peu flexible car quoi qu'il arrive la demande sera toujours forte concernant le passage du permis de conduire.
En novembre 2017, un nouveau logiciel (ANTS) est généralisé sur l'ensemble du territoire français pour gérer les passages d'examen, mais il connait très rapidement de gros dysfonctionnements.